# Borda de Grapes
La Borda de Grapes és una borda aïllada del terme municipal de Conca de Dalt, dins de l'antic terme d'Hortoneda de la Conca. Pertanyia a l'antic poble d'Herba-savina.
Està situada a l'esquerra de la llau de Prat la Vall i a migdia del Camí de Carreu, al nord-oest de la partida de Prat la Vall.